# Lolita (cràter)
Lolita és un cràter de l'asteroide del tipus Amor (433) Eros, situat amb el sistema de coordenades planetocèntriques a -35.2 ° de latitud nord i 197.7 ° de longitud est. Fa un diàmetre de 1.8 km. El nom va ser fet oficial per la UAI l'any 2003 i fa referència a Lolita, jove protagonista de la novel·la Lolita, de Vladímir Nabókov (Estats Units d'Amèrica, 1955).